# Mind the gap
(Annuncio della metropolitana londinese)

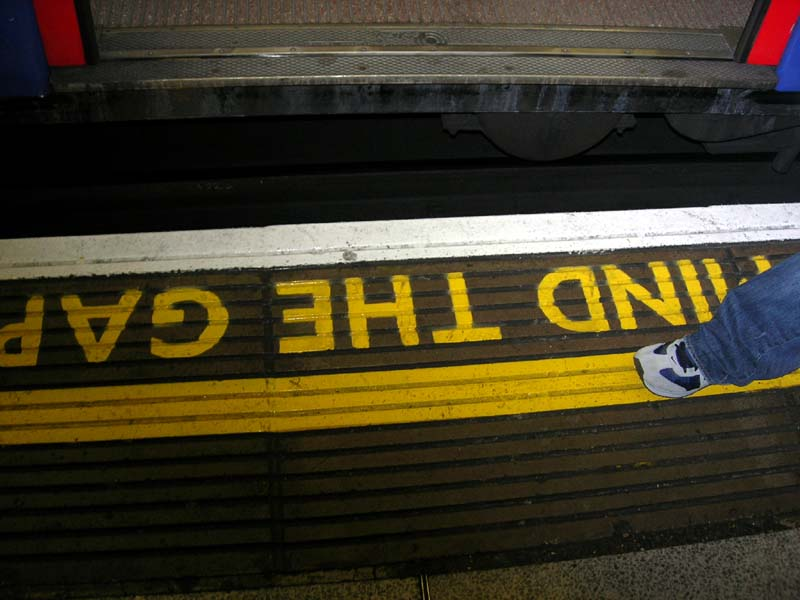
Un segnale "Mind the gap" alla stazione di Charing Cross, Londra

Mind the gap (attenzione al buco, lett. ricorda il vuoto) è una frase in lingua inglese resa popolare dall'uso nella metropolitana di Londra, dove fu introdotta nel 1969 per avvertire i passeggeri dello spazio presente fra la banchina e le porte del treno. La frase è diventata così famosa da essere spesso stampata anche su souvenir e gadget turistici diffusi in tutto il mondo, e in numerosi sistemi di trasporto ferroviario di tutto il mondo sono presenti indicazioni con frasi simili e con lo stesso scopo.

## Origine della frase
Fino al 1968, a Londra, i conducenti e gli operatori di stazione della metropolitana erano soliti eseguire frequentemente annunci vocali dal vivo per ricordare ai passeggeri di fare attenzione allo spazio presente tra il treno e la banchina. Nel 1968 l'amministrazione della metropolitana, allo scopo di evitare ai propri lavoratori di ripetere continuamente gli stessi annunci, scelse di iniziare a fare uso della registrazione digitale, per poter avere un annuncio preregistrato da diffondere quando necessario. La scelta di utilizzare la frase Mind the gap fu dettata dal fatto che i sistemi di memoria digitale allora in uso erano molto costosi e dotati di memorie non molto capienti, pertanto si sarebbe dovuta scegliere una frase molto breve; un messaggio breve, inoltre, sarebbe stato sia più facile da riportare sulle banchine sia più facile da comprendere per i passeggeri.
La frase venne quindi stampata su cartelli segnaletici posti nelle banchine della metropolitana londinese ed utilizzata in un annuncio registrato e diffuso tuttora nelle stazioni all'arrivo di ogni treno; nell'annuncio utilizzato attualmente, la frase viene pronunciata dal doppiatore e speaker radiofonico della BBC Philip Sayer, scomparso nel 2016.

## La frase nel mondo

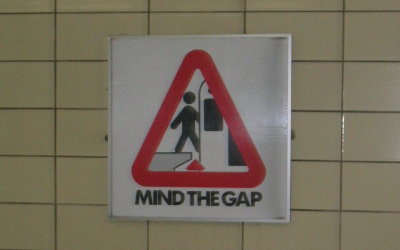
Segnale "Mind the gap" nella metropolitana di Toronto

Sebbene nei servizi di trasporto più moderni le stazioni in curva siano sempre meno frequenti, la segnalazione che ricorda all'utenza di prestare attenzione allo spazio tra treno e banchina continua ad essere usata da diversi sistemi di trasporto.
Mind the gap viene usata, ad esempio, dalla Toronto Transit Commission, che ha segnali "Mind the gap" in quasi tutte le stazioni, sebbene non esistano quasi più stazioni in curva, oppure a bordo dei treni della North East Line della Mass Rapid Transit (MRT) di Singapore, gestita da SBS Transit; a Hong Kong, l'espressione è usata dalla metropolitana (Mass Transit Railway, MTR) e dalla Kowloon-Canton Railway (KCR) in annunci e segnali.
Nell'area di New York i servizi pendolari della Metro-North fanno uso dell'espressione "Watch the gap" su treni e banchine.
In Italia, sulle porte dei convogli della metropolitana di Milano è presente un adesivo giallo di forma triangolare che riporta l'avvertimento in italiano "Attenzione allo spazio fra treno e banchina" e la traduzione in inglese "Mind the gap between train and platform". Una frase di avvertimento similare è presente anche sugli adesivi sulle porte dei treni italiani.
Nella metropolitana di Madrid, in particolare nelle stazioni Sol, Estación del Arte o Ópera, viene diffuso l'annuncio "Atención, estación en curva: al salir, tengan cuidado para no introducir el pie entre coche y andén", che significa "Attenzione, stazione in curva: uscendo, fare attenzione a non introdurre il piede tra vagone e banchina".
Nella metropolitana di Stoccolma si utilizza il messaggio "Tänk på avståndet mellan vagn och plattform när du stiger av", cioè "Fai attenzione allo spazio tra il vagone e la banchina quando scendi".
Ad Atene, alla stazione Monastiraki della linea 1 della metropolitana, la scritta in inglese "Mind the gap" si trova sul bordo della banchina accanto a quella in greco "Προσοχή στο κενό" che significa letteralmente "Attenzione al vuoto". 
A bordo dei treni l'annuncio "Mind the gallery" è ripetuto in inglese e in greco nella formula completa: "Προσοχή στο κενό μεταξύ συρμού και αποβάθρας" ossia "Attenzione al vuoto tra convoglio e banchina". La stessa formula, in greco e in inglese, è annunciata sui treni della ferrovia suburbana Proastiakós.